# 雷诺阿 (电影)
《雷诺阿》（法語：Renoir）是一部2012年法国剧情片，根据法国印象派画家皮埃尔·奥古斯特·雷诺阿晚年的经历改编而成。导演为吉爾布都，入选第65届戛纳电影节一种关注单元。本片代表法国角逐第86届奥斯卡金像奖最佳外语片。

## 剧情
讲述法国印象派画家皮埃尔·奥古斯特·雷诺阿晚年请来了一位女模特儿安德蕾，她不仅提升了雷诺阿的创作热情，也改变了雷诺阿二儿子让·雷诺阿的人生。让·雷诺阿从一战战场腿部负伤归来，在与安德蕾相处过程中两人恋爱。然而待让·雷诺阿身体恢复健康后，他又毅然回到军队继续参战。皮埃尔·雷诺阿于1919年逝世。
最终让·雷诺阿成为一名电影导演，安德蕾成为一名女演员，1920年至1930年间是一对夫妻，两人于1979年逝世。

## 演员
- 米歇․布凱（Michel Bouquet） - 皮埃尔·奥古斯特·雷诺阿
- 克莉絲塔·特瑞特（Christa Theret） - Andrée Heuschling，女模特儿
- Vincent Rottiers - 让·雷诺阿，雷诺阿次子
- Thomas Doret - Coco
- Romane Bohringer - Gabrielle Renard，让·雷诺阿的乳母
- Michèle Gleizer